# Грех да беда на кого не живёт
«Грех да беда на кого не живёт» — драма в четырёх действиях Александра Островского. Написана в 1862 году.
Островский начал работать над пьесой 25 октября 1862 года. 22 декабря пьеса была одобрена к постановке Театрально-литературным комитетом, 31 декабря — драматической цензурой. В августе 1863 года Островскому за пьесу была присуждена Уваровская премия.
В содержании драмы центральная пословица, давшая название произведению, не звучит, но один из персонажей подводит итог случившемуся в афоризмах, близких ей по семантике: «Курицын. Не ждал, не гадал, а в беду попал! Беда не по лесу ходит, а по людям».

## Действующие лица
- Валентин Павлович Бабаев, помещик, молодой человек.
- Карп, человек Бабаева.
- Шишгалев, приказный.
- Зайчиха (Прокофьевна), хозяйка квартиры, занимаемой Бабаевым.
- Лукерья Даниловна Жмигулина, девица пожилых лет, дочь отставного приказного.
- Татьяна Даниловна, замужняя сестра её, по муже Краснова.
- Архип, слепой старик, дед Краснова.
- Афоня, болезненный мальчик, лет восемнадцати, брат Краснова.
- Лев Родионыч Краснов, лавочник, лет тридцати.
- Мануйло Калиныч Курицын, мучник, лет сорока пяти.
- Ульяна Родионовна Курицына, жена его, сестра Краснова.

## Постановки
- премьера — 21 января (2 февраля) 1863 года[1] в Малом театре в бенефис режиссёра А. Ф. Богданова;
- 23 января 1863 — Александринский театр;
- 27 октября 2015 — Московский художественный академический театр им. М. Горького, режиссёр Владимир Бейлис. Спектакль получил название «Отелло уездного города»;
- 23 декабря 2022 — Et cetera, режиссёр Марина Брусникина.